# Bostrichiformia
L'infraordine dei Bostrichiformia Forbes, 1926, è un raggruppamento dell'ordine dei Coleoptera (sottordine Polyphaga). Le famiglie più importanti annoverano specie dannose che attaccano manufatti in legno (tarli) o derrate alimentali.

## Sistematica
L'infraordine Bostrichiformia comprende le seguenti famiglie:
- Superfamiglia Bostrichoidea Latreille, 1802
  - Famiglia Dermestidae Latreille, 1804
  - Famiglia Endecatomidae LeConte, 1861
  - Famiglia Bostrichidae Latreille, 1802
  - Famiglia Ptinidae Latreille, 1802